# شهرک مصطفی خمینی (شهریار)
شهرک مصطفی خمینی، شهرکی از توابع بخش مرکزی شهرستان شهریار در استان تهران ایران است.

## جمعیت
این روستا در دهستان قائم‌آباد قرار دارد و براساس سرشماری مرکز آمار ایران در سال ۱۳۸۵، جمعیت آن ۱۰٬۸۰۷ نفر (۲٬۶۵۴خانوار) بوده‌است.